# Система Путина
«Система Путина» (фр. «Le Système Poutine», англ. «The Putin System») — документальный фильм Жана-Мишеля Карре и Джилл Эмери о президенте России В. В. Путине, его биографии, карьере и проводимой им внешней и внутренней политике.

## История фильма
«Система Путина» — документальный фильм культового французского режиссёра Жан-Мишеля Карре и журналиста Джилла Эмери.
Фильм «Система Путина» был самым скандальным на Амстердамском фестивале документалистики, но удостоен многих премий.
В фильме идет речь о Владимире Путине и его приходе к власти в России.
Создатели фильма объясняют, что у них было 200 часов материала — 200 часов интервью с разными людьми, в том числе и со школьными друзьями Путина. Но им пришлось отказаться от этих эпизодов, чтобы рассказать не о человеке, а о системе.
Создатели фильма хотели взять интервью и у самого Путина, но ни президент, ни люди из его окружения не согласились встретиться со съемочной группой.
Для фильма собирались мнения политологов и непосредственных участников событий, в том числе: Нина Хрущёва, Григорий Явлинский, Олег Калугин, Владимир Буковский, Людмила Нарусова , Борис Березовский, Юрий Самодуров, Юрий Фельштинский, Сергей Доренко, Владимир Милов, Гарри Каспаров, Владимир Рыжков, Збигнев Бжезинский и др.

## Сюжет
Фильм начинается с описания детства Путина и его любви к разведке. После долгих стараний, во время обучения на 4 курсе юридического факультета в СПбГУ его успехи и стремления были замечены КГБ, он был принят в эту службу. Путин продвигался по профессиональной лестнице, верно и беспрекословно выполнял всю работу, включая и охоту на диссидентов в Ленинграде. Путина направили в ГДР, где он обзавелся новыми связями. После возвращения на родину по просьбе Собчака присоединился к его избирательной кампании. В августе 1991 года, в связи с неудачей КГБ, во время августовского путча вышел из её состава, однако сохранил связи с людьми, работающими там. Путин перешёл на сторону реформаторов. После в фильме идёт повествование о работе в Санкт-Петербурге, где он получил немало опыта. Там для улучшения уровня жизни он использовал старые связи с Германией. Несмотря на поражение Собчака на мэрских выборах 1996 года, Путин смог сильно продвинуться по карьерной лестнице, став сначала заместителем руководителя администрации президента Ельцина, потом директором ФСБ, затем премьер-министром и, в конце концов, в 1999 году преемником Бориса Ельцина на пост президента. Незадолго до этого в городах России произошли взрывы жилых домов, которые до сих пор вызывают дискуссии по поводу причастности правительства и ФСБ к ним. Боясь гнева россиян, а также используя факт вторжения боевиков в Дагестан, Путин воспользовался национализмом большинства россиян по отношению к чеченцам и убедив всех, что взрывы являются провокацией со стороны боевиков, ввёл федеральные войска в Чечню. Используя агитацию и каналы телевидения, принадлежащие олигархам, премьер-министр смог превратить себя в национального героя, а также убедить народ в правоте своих действий в Чечне. На выборах 2000 Путин был избран президентом России.
Новый президент пообещал вернуть России статус мировой сверхдержавы. Для достижения поставленной цели он устранял своих конкурентов и олигархов, которые помогали Путину прийти во власть. Усилилась вертикаль власти во внутренней политике, режим Путина уже начинает напоминать смесь ельцинской демократии с советской диктатурой. Во внешней политике появились черты империализма. Путин пытался сделать иностранные государства частично зависимыми от энергетического комплекса России, а бывшие советские республики — полностью. Путинская схема демократии не терпела никакой критики и была направлена на сокращение гражданских свобод. В 2004 году Путин был вновь избран президентом. После этого, по утверждению авторов фильма, Россия окончательно превратилась в открытое авторитарное государство, сокращена свобода печати, теперь президент сам назначает губернаторов в регионах России. Продолжился курс империалистической политики, особенно по отношению к Украине, где про-русский украинский политик Виктор Янукович на президентских выборах 2004 потерпел поражение от прозападного Ющенко. Однако Путин, манипулируя прекращением поставок газа, заставил Ющенко назначить Виктора Януковича премьер-министром Украины. Президент РФ смог своеобразно легко решить вопрос с Чечнёй, приведя к власти в Чечне про-путинских боевиков, и тем самым создал в народе мнение, что война в Чечне прекращена. Далее было показано нападение на галерею Марата Гельмана противниками Путина, в основном национал-большевиками. Также в фильме идёт речь про убийства возможных конкурентов Путина, таких как журналистка Анна Политковская, которая была готова издать новый материал по Чечне, Рамзане Кадырове и его бандитах. Бывший офицер ФСБ Александр Литвиненко, который яро указывал на причастность президента (в то время премьер-министра) к взрывам жилых домов в 1999 году, попытался разобраться в убийстве Политковской, однако его отравили полонием, в результате чего он умер. По мнению авторов, к этим убийствам мог быть причастен президент, а также и любимые им органы разведки и спецслужбы. Фильм заканчивается оценкой деятельности Путина до 2007 года.

## Демонстрация фильма
Решение латвийского телеканала LTV снять с эфира фильм «Система Путина» накануне выборов в Государственную Думу России обернулось политическим скандалом в Латвии. По мнению председателя Национального совета радио и телевидения Латвии, Россия могла бы расценить демонстрацию этого фильма за день до выборов как вмешательство в её внутренние дела, поскольку в самой России накануне выборов политическая агитация запрещена. «Нам нужны стабильные отношения с Россией», заявил он. В результате скандала руководитель LTV Янис Холштейнс подал в отставку. Перед этим он заявил, что «перенос показа фильма был идиотской ошибкой».
Фильм демонстрировался в России в Центре Сахарова 23 ноября 2007 года.